# Ноология
Ноология — учение о природе и сущности человеческой разумности, коротко говоря, ноология предстает философским учением о сознании.
Ноология (от др.-греч. νόος — дух и λόγος — учение) — метод Рудольфа Эйкена, который имеет отношение к духу в сфере его «самостоятельной специфической жизни», в его «бытии в самом себе». Этот метод Эйкен противопоставляет психологическому, он служит для того, чтобы установить, как человек добивается понимания и усвоения духовного содержания и вообще приходит к духовной жизни.
В 1878 г. Рудольф Эйкен издает книгу «Фундаментальные принципы современной философской мысли», которая вызвала большой интерес в научной среде. В ней он дает анализ исторических корней различных философских представлений. 1908 г. Эйкен переиздает эту книгу под новым названием «Основные направления современной мысли», перемежая историческое развитие философии с собственными философскими идеями.